# Wendlandia buddleacea
Wendlandia buddleacea är en måreväxtart som beskrevs av Ferdinand von Mueller. Wendlandia buddleacea ingår i släktet Wendlandia och familjen måreväxter.
Artens utbredningsområde är Papua Nya Guinea. Inga underarter finns listade i Catalogue of Life.